# El-ahrairah
El-ahrairah är en skiva av Bo Hansson, utgiven av Silence Records 1977. Det är producerat av Bo Hansson och Pontus Olsson.
Skivan är likt Sagan om Ringen en musikalisk illustration av en känd bok. I det här fallet är det Den långa flykten av Richard Adams. På engelska heter skivan som bokens originaltitel, Watership Down.

## Låtlista
Samtliga låtar skrivna av Bo Hansson, om inte annat anges.
1. "Utvandring" (Bo Hansson/Kenny Håkansson) - 16:35
  - "Mäster Kanin"
  - "Femman"
  - "Hassel"
  - "General Svartstarr"
  - "Utvandring forts."
2. "Patrull" - 1:23
3. "Skogen" (Bo Hansson/Kenny Håkansson) - 3:39
4. "Flykt" - 4:10
5. "Watership Down" - 9:38

## Medverkande
- Bo Hansson – piano, keyboard, bas, tamburin m.m.
- Kenny Håkansson – gitarr, bas
- Bo Skoglund – trummor, maracas m.m.
- Göran Lagerberg – bas
- Tomas Netzler – bas
- Sten Bergman – flöjt
- Torbjörn Eklund – träflöjter
- Fredrik Norén – trummor